# Sansevieria varians
Espèce
Classification APG III (2009)
Sansevieria varians, également appelée Dracaena varians, est une espèce de plantes de la famille des Liliaceae et du genre Sansevieria.

## Description
Plante succulente, Sansevieria varians est une espèce de sansevières à feuilles longues et cylindriques.
Elle a été identifiée comme espèce à part entière en 1915 par le botaniste britannique Nicholas Edward Brown.

## Distribution et habitat
L'espèce est originaire d'Afrique australe, présente dans le nord de l'Afrique du Sud.

## Synonymes et cultivars
L'espèce présente un synonyme :
- Dracaena varians (N.E Brown, 1915 ; Byng & Christenh. 2018)